# CovertAction Quarterly
CovertAction Quarterly (llamada CovertAction Information Bulletin hasta 1992) fue una publicación estadounidense enfocada y crítica de la Agencia Central de Inteligencia. CovertAction se relanzó en mayo de 2018 como CovertAction Magazine.

## Descripción
En 1978 fue fundada por exoficial CIA que se volvió crítico de ella Philip Agee y otros. Es famoso por su columna "Naming Names" (Diciendo los nombre) que publicó los nombres de los oficiales de la CIA encubiertos. La columna terminó en 1982 con la aprobación de la ley de protección de identidades de inteligencia, que hizo que la práctica de revelar el nombre de un oficial encubierto ilegal bajo la ley estadounidense.
En 1998, la revista ganó un premio de proyecto censurado por una historia de Lawrence Soley en la edición de primavera de 1997 titulada capitalismo Phi Beta, sobre la influencia corporativa sobre las universidades.
Muchos de los artículos de CovertAction Quarterly fueron reunidos en dos colecciones, Covert Action: The Roots of Terrorism (ISBN 978-1-876175-84-9) y Bioterror: Manufacturing Wars The American Way (ISBN 978-1-876175-64-1), ambos publicados en 2003.
Fue descrita en Namebase.